# Nephrotoma variventris
Nephrotoma variventris är en tvåvingeart som beskrevs av Edwards 1932. Nephrotoma variventris ingår i släktet Nephrotoma och familjen storharkrankar. Inga underarter finns listade i Catalogue of Life.